# My Friend (chanson de Jimi Hendrix)
Pour les articles homonymes, voir My Friend.
Pistes de First Rays of the New Rising Sun
Stepping Stone
(10) Straight Ahead
(12)
My Friend est une chanson de Jimi Hendrix parue dans les albums posthumes The Cry of Love (1971), et First Rays of the New Rising Sun (1997). C'est le seul titre de l'album à provenir de sessions antérieures.

## Genèse et enregistrement
Avant le début des sessions d'enregistrement de l'album Electric Ladyland, Jimi Hendrix profite d'une pause après la tournée américaine du début d'année 1968 pour une session studio sans l'Experience ni son producteur Chas Chandler, au Sound Center à New York le 13 mars 1968. Durant la séance il est accompagné de quelques amis musiciens avec qui il prend l'habitude de jammer dans les clubs de Greenwich Village à New York, dont Stephen Stills au piano, Ken Pine à la guitare, Jimmy Mayes à la batterie et Paul Caruso à l'harmonica.
La piste de base de la chanson est rapidement enregistrée en trois prises avec une interprétation bien maîtrisée sans difficulté. Après l'enregistrement, Jimi a joué sa partie de guitare par overdub et a demandé à ses musiciens de créer une mise en scène qui est enregistrée et ajouté par-dessus la chanson. Selon l'un des ingénieurs de son Toni Muccio, "Jimi leur a demandé de faire comme s'ils étaient tous ivres. Ils tombaient sur le sol et s’amusaient pendant tout le morceau". Alors que les interventions de Ken Pine et de Stephen Stills restent discrètes, le nom de harmoniciste a longtemps été un mystère, comme l'explique Mitch Mitchell en 1990 : 

« L'harmoniciste sur My Friend reste un mystère. C'est sur le morceau original, mais personne ne pouvait se rappeler qui l'a joué. Après avoir terminé le disque, un gars du nom de Gers a téléphoné pour dire : "N'oubliez pas que j'ai joué de l'harmonica", alors on l'a crédité, mais ça aurait pu être n'importe qui. »

— Mitch Mitchell
Mais par la suite, l'identité du musicien, Paul Caruso, en question est découvert. Jimi termine la chanson le lendemain en posant le chant et effectue un mixage rapide. Il ne la retravaillera plus par la suite de son vivant et est écartée de l'album Electric Ladyland. Après la mort de Jimi en septembre 1970, le batteur de l'Experience Mitch Mitchell et l'ingénieur du son du guitariste Eddie Kramer sélectionnent My Friend pour faire partie du premier album posthume The Cry of Love. Pour cela, l'ingénieur du son remixe la chanson le 2 décembre 1970 dans les studios Electric Lady construit pour le guitariste décédé. C'est en toute logique que la chanson apparait sur le cinquième album du guitariste First Rays of the New Rising Sun en 1997.

## Analyse
My Friend est le seul de l'album qui n'aurait certainement pas vu le jour sous une forme ou une autre sur cet album si Jimi n'était pas mort. Pour autant, cette chute d'Electric Ladyland est une belle chanson, enregistrée le 13 mars 1968 au Sound Center, avec Kenny Pine à la guitare 12 cordes, Jimmy Mayes à la batterie, Stephen Stills au piano et le malheureux Paul Caruso à l'harmonica, exclu des crédits par Jeffery. Inspiré des déboires de la tournée scandinave de l'Experience, My Friend nous plonge dans une ambiance radicalement différente, renforcée par les overdubs donnant l'impression d'écouter le groupe autour de la table d'un pub. Un titre plus léger, mais qui évite la monotonie aussi. Ces pour ces raisons ainsi que sa présence dans l'album posthume The Cry of Love qu'Eddie Kramer décide de la publier dans l'album en 1997.
L'ambiance de la chanson évoque celle des bars et clubs (comme la chanson Rainy Day Women #12 & 35 de Bob Dylan) de même que les paroles renvoient à une soirée trop arrosée entre amis : "Passe-moi cette bouteille et je vais te chanter une vraie chanson" débute le récit de la chanson. Un récit qui se poursuit avec une "diligence remplit de plumes et d'empreintes" traversant Harlem, avec une femme qui exhale une odeur de bourbon et de coke avant de s'interroger : "On ne se serait pas vu quelque part en enfer ou est-ce juste un hasard?". Changement de décor ensuite, le narrateur est à Los Angeles "sur une bicyclette construite pour les fous", puis sort d'une prison scandinave...
En analysant les paroles, à moins que ce ne soit que une ode alcoolisée à l'amitié, c'est un message plus sombre dans lequel le narrateur (Jimi Hendrix) n'avait que lui-même pour ami. Si c'est le cas, My Friend est une chanson sur la solitude qui l'assaille aussi bien lorsqu'il était musicien sans argent à Harlem qu'en compagnie d'amis qui n'en sont pas ou, pis, qu'avec la femme qui partage sa vie. Quant à la référence de la prison scandinave, elle fait référence à l'arrestation du guitariste à Göteborg le 4 janvier 1968 pour avoir saccagé sa chambre d'hôtel. Il s'en tire 12 jours plus tard en payant une amende de 3200 couronnes suédoises. 
Après 17 secondes d'ambiance festive dans laquelle Jimi demande la bouteille pour chanter la chanson, le groupe s'élance dans un folk-blues-rock aux intonations de fin de soirée. Ken Pine joue une guitare rythmique 12 cordes non identifiée, Jimmi Mayes assure sa partie de batterie simplement mais efficace, tandis que Jimi est à la basse, tandis que Stephen Stills apparait furtivement au piano en introduction de la chanson.

## Personnel
- Jimi Hendrix : chant, basse, guitare
- Ken Pine : guitare 12-cordes
- Stephen Stills : piano
- Paul Caruso : harmonica
- Jimmi Mayes : batterie